# Parafia św. Tadeusza Apostoła w Warszawie
Parafia św. Tadeusza Apostoła w Warszawie – parafia rzymskokatolicka należąca do dekanatu wilanowskiego, archidiecezji warszawskiej, metropolii warszawskiej Kościoła katolickiego, w Warszawie. Obsługiwana przez księży archidiecezjalnych.

## Historia
Parafia została erygowana w marcu 1950. 
Kościół parafialny św. Tadeusza Apostoła został wybudowany w latach 80. XX wieku.
Na terenie parafii znajdują się dwa domy zakonne: zgromadzenia Sióstr Szkolnych de Notre Dame (SSND) oraz zgromadzenia Sióstr św. Pawła (paulistek).

## Proboszczowie
- ks. Rafał Sikorski (od 2022)
- ks. kan. Tadeusz Jarząb (2010–2022)
- ks. kan. Andrzej Kwaśnik (2007–2010)
- ks. prał. Stanisław Pyzel (1980–2007)
- ks. Stanisław Witkowski (1955–1980)
- ks. kan. Tadeusz Romaniuk (1950–1955)